# Chráněná území centrální Amazonie
Chráněná území centrální Amazonie je název jedné z lokalit světového přírodního dědictví UNESCO v Brazílii. Jedná se o chráněné území o rozloze převyšující 53 000 km², které sestává ze dvou brazilských národních parků a dvou rezervací udržitelného rozvoje. Nachází se ve státě Amazonas v povodí řeky Río Negro. Důvodem ochrany jsou zdejší souvislé nepoškozené porosty amazonského pralesa s vysokou biodiverzitou, ale i říční ekosystémy řek Río Negro, Solimões a Japurá.

## Přehled území
| Území       | Typ ochrany                    | Rozloha (km²) | Souřadnice                      |
| ----------- | ------------------------------ | ------------- | ------------------------------- |
| Jaú         | národní park                   | 23 779        | 2°10′13″ j. š., 62°37′2″ z. d.  |
| Anavilhanas | národní park                   | 3 408         | 2°23′41″ j. š., 60°55′14″ z. d. |
| Amanã       | rezervace udržitelného rozvoje | 23 500        | 2°27′39″ j. š., 64°35′46″ z. d. |
| Mamirauá    | rezervace udržitelného rozvoje | 2 600         | 2°39′20″ j. š., 65°7′41″ z. d.  |